# Rose McConnell Long
Rose McConnell Long (Greensburg, Indiana, 1892. április 8. – Boulder, Colorado, 1970. május 27.) az Amerikai Egyesült Államok szenátora (Louisiana, 1936–1937).